# Repeat
Pistes de Nothing but the Beat
Night of Your Life Titanium
Repeat est une chanson de David Guetta, en featuring avec l'anglaise Jessie J. Elle a été écrite par Jessie J, The Invisible Men, Ali Tennant, David Guetta, Giorgio Tuinfort, Fred Rister et produite par Guetta, Tuinfort et Rister. La chanson se positionnera à la 108e place du UK Singles Chart.

## Développement
La chanson a été écrite par Jessie J, The Invisible Men, Ali Tennant, David Guetta, Giorgio Tuinfort, Fred Rister et a été produite par Guetta. Celle-ci est en featuirng avec la chanteuse anglaise Jessie J. Guetta expliqua au journal anglais The Sun pourquoi il fut un temps stressant où le DJ essaya de terminer ce titre. Il dit : « Nous ne sommes pas allés en studio, donc nous avons travaillé par ordinateurs interposés, en s’échangeant des mails. L’album était terminé quand j’ai eu vent d’une possible collaboration avec Jessie J. J’ai tout de suite appelé mon label en leur disant « Arrêtez tout ! Cet album ne peut pas sortir sans cette chanson !
Mais j’étais à Ibiza, et la connexion n’était pas très bonne. J’étais obligé de me rendre à l’aéroport pour pouvoir travailler. C’était dingue, on aurait dit un sans-abri, assis toute la journée avec mes écouteurs en train de mixer. Jessie me faisait part de ses commentaires, je rentrais manger chez moi et je repartais à l’aéroport pour continuer de travailler ! »
Repeat devait originellement servir de cinquième single issu de Nothing but the Beat, mais pour des raisons inconnues, il fut remplacé par Turn Me On en featuirng avec Nicki Minaj. Repeat pourrait être publié en tant que single issu de l'album dans une date ultérieure.

## Liste des pistes
| 1. | Repeat (featuring Jessie J) | 3:26 |

## Classements par pays
| Classements (2011-2012)                       | Meilleure position |
| --------------------------------------------- | ------------------ |
| Bulgarie (APC Charts)                         | 7                  |
| Europe (Eurochart Hot 100)                    | 69                 |
| Royaume-Uni Singles (Official Charts Company) | 108                |